# Contea di Mason (Washington)
La contea di Mason (in inglese Mason County) è una contea dello Stato di Washington, negli Stati Uniti. La popolazione al censimento del 2000 era di 49 405 abitanti. Il capoluogo di contea è Shelton.

## Geografia
La contea si trova nella parte centro-orientale dello Stato, sulla Penisola Olimpica. Comprende la parte sud del canale di Hood e diverse baie e isolette nel sud dello Stretto di Puget.

### Contee confinanti
- Contea di Jefferson - nord
- Contea di Kitsap - nord-est
- Contea di Pierce - est
- Contea di Thurston - sud-est
- Contea di Grays Harbor - ovest

## Storia
La contea fu creata nel 1854 con il nome di Sawamish County da parte della contea di Thurston. Nel 1864 venne rinominata Mason in onore di Charles H. Mason, primo segretario del Territorio di Washington.

## Comuni
L'unica city è Shelton (capoluogo della contea).

### Census-designated places
- Allyn-Grapeview
- Belfair
- Hoodsport
- Kamilche
- Skokomish
- Union